# 多柱八门孔虫
多柱八门孔虫（学名：Octopyle polystyle）为门孔虫科八门孔虫属的动物。在中国，分布于南海等海域。